# Makin
Makin é um atol localizado no Oceano Pacífico, na nação insular de Kiribati, especificamente nas Ilhas Gilbert.
Está localizada a seis km a nordeste de Butaritari e consiste numa linha de recifes com cinco ilhas, numa linha de 12,3 km de norte a sul. As ilhas têm os nomes de Makin (ilha), a maior, com 1834 habitantes e um aeroporto, Aonbike, Tebua Tarawa, Kiebu e Onne (de norte para sul).